# Tim O'Brien
Tim O'Brien (New Haven, 6 de novembre de 1964) és un artista estatunidenc d'estil realista. Les seves obres apareixen en revistes com Time, Newsweek, The Atlantic, National Geographic, entre d'altres. Les seves il·lustracions també s'utilitzen per part del United States Postal Service per segells, com el de Judy Garland i el de Hattie McDaniel, ambdós publicats el 2006.
El segon de tres nois de la seva família, O'Brien es va entrenar com boxejador en la seva etapa a l'institut i va combatre com a amateur de pes mitjà. Més enllà del seu treball com a il·lustrador, es manté actiu en el món de la boxa com a entrenador.
O'Brien va rebre una beca Pell Grant, que va utilitzar per inscriure's al Paier College of Art (New Haven), on es va graduar el 1987 com a Bachelor of Fine Arts. Entre els seus professors, destaca Leonard Everett Fisher.
En una entrevista realitzada per The Illustrators Guild of Ireland  el 2002, O'Brien va descriure el seu estil afirmant: «La meva descripció és realisme conceptual lleugerament idealitzat».
Entre les seves influències es troben Paul Cadmus, George Tooker, Gottfried Helnwein, Ingres, Frederic Leighton i Ivan Shishkin.